# Blabia bicolor
Blabia bicolor là một loài bọ cánh cứng trong họ Cerambycidae.